# Derby d'Italia
O Derby d'Italia (em português: Dérbi da Itália) é o nome do dérbi de futebol entre Internazionale de Milão e Juventus de Turim. O termo foi criado em 1967 pelo jornalista esportivo italiano Gianni Brera. Os times são das duas maiores cidades do Norte da Itália e representam as duas maiores torcidas da Itália, com ambos tendo fãs por todo o país.

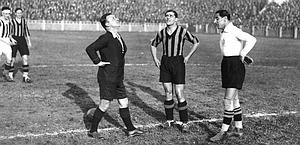
Giuseppe Meazza e Giampiero Combi durante um Derby.

## Estatísticas
| Números oficiais do clássico |     |
| Número de partidas           | 267 |
| Vitórias da Juventus         | 117 |
| Gols Marcados da Juventus    | 377 |
| Empates                      | 67  |
| Vitórias da Inter            | 83  |
| Gols Marcados da Inter       | 344 |
| Total de gols marcados       | 721 |

## Maiores goleadas
| Equipe vencedora | Placar | Ano  |
| ---------------- | ------ | ---- |
| Inter            | 10 x 0 | 1960 |
| Juventus         | 9 x 1  | 1961 |
| Juventus         | 7 x 2  | 1913 |
| Inter            | 6 x 0  | 1954 |
| Inter            | 6 x 1  | 1913 |
| Inter            | 6 x 1  | 1911 |

## Títulos
Listagem de títulos conquistados por Inter  e Juventus nas competições oficiais, a nível nacional e internacional.
| Competições Internacionais                      | Internazionale | Juventus |
| ----------------------------------------------- | -------------- | -------- |
| Mundial de Clubes da FIFA/Taça Intercontinental | 3              | 2        |
| Liga dos Campeões                               | 3              | 2        |
| Liga Europa                                     | 3              | 3        |
| Recopa Europeia                                 | 0              | 1        |
| Supercopa da UEFA                               | 0              | 2        |
| Taça Intertoto                                  | 0              | 1        |
| Total Internacional                             | 9              | 11       |
| Competições Nacionais                           | Internazionale | Juventus |
| Campeonato Italiano                             | 20             | 36       |
| Copa de Itália                                  | 9              | 15       |
| Supercopa Italiana                              | 8              | 9        |
| Total Nacional                                  | 37             | 60       |
| TOTAL GERAL                                     | 46             | 71       |